# Гонсало Пеіллат
Гонсало Пеіллат (ісп. Gonzalo Peillat, нар. 12 вересня 1992) — аргентинський, згодом німецький хокеїст на траві, олімпійський чемпіон 2016 року, срібний призер Олімпійських ігор 2024 року.

## Виступи на Олімпіадах
| Олімпіада           | Дисципліна     | Місце |
| ------------------- | -------------- | ----- |
| Лондон 2012         | хокей на траві | 10    |
| Ріо-де-Жанейро 2016 | хокей на траві | 1     |
| Париж 2024          | хокей на траві | 2     |

## Зовнішні посилання
- Гонсало Пеіллат — олімпійська статистика на сайті Sports-Reference.com (англ.) (архівна версія)